# Katana Gégé Bukuru
Katana Gégé Bukuru, coneguda com la "Dama de Ferro", (República Democràtica del Congo, 31 de desembre de 1963) és una activista congolesa que lluita pels drets de la dona. També és fundadora de l'organització Solidarité des Femmes Activistes pour la Défense des Droits Humains (SOFAD).

## Biografia
Filla major d'un cap tradicional, va estudiar ciències socials i va fer investigacions al Centre de Formació i Recerca Cooperativa, l'Associació Ruandesa per a la Promoció del Desenvolupament Integral i l'Institut Panafricà per al Desenvolupament. Ha col·laborat amb molts moviments pels drets de les dones, com el grup Rien sans les femmes (Res sense dones), la Plataforma de Dones per a l'Acord Marc de Pau o l'Institut per al Desenvolupament i l'Educació d'Adults a Àfrica i la Sinergia de les organitzacions de dones contra la violència cap a les dones a Del sud Kivu.
Bukuru viu a Uvira, Kivu del Sud, on va fundar Solidarité des femmes activistes pour la défense des droits humains (SOFAD) el 2001. L'organització aplega més de 600 dones que lluiten pels drets socials, econòmics i polítics. SOFAD té com a objectiu protegir els activistes de drets humans i tendeix a assegurar el respecte dels drets garantits a la Declaració Universal dels Drets Humans. L'associació tendeix a proporcionar ajuda i suport a les víctimes d' agressions sexuals i violència, especialment organitzant tallers i capacitacions per a dones que es convertiran en líders al seu camp.
La missió de SOFAD és capacitar i mobilitzar les dones activistes, augmentar la seva participació en la protecció i la promoció dels drets humans i facilitar la rehabilitació de les víctimes de totes les formes de violència. L'organització també lluita contra la proliferació d'armes a la regió dels Grans Llacs i a l'Àfrica oriental. La seva participació en aquesta lluita li ha valgut el suport d'Amnistia Internacional. L'estructura treballa per la formació de les dones i les anima a crear "cèl·lules de pau" al seu propi barri, transmetent els seus drets i acollint dones de la localitat.

## Premis
El 2017, Bukuru va ser inclosa a la llista de Protagonistes Barcelona Centre for International Affairs (CIDOB) del 2017. L'any següent, amb motiu del Dia Internacional de la Dona del 2018, forma part de la campanya de la UNESCO França: "El fet de ser un home per tenir una pàgina de Wikipedia augmenta la consciència d'un equilibri de gènere més gran en l'espai digital."
Pels nombrosos compromisos i batalles, ha rebut diversos premis. Va ser la primera dona a rebre el premi Front Line Defenders. El premi va ser creat per als defensors dels drets humans en situació de risc.
- Premi Front Line Defenders 2007
- Premi Per Anger, 2017
- Premi Soroptimista de la Pau, 2017